# Капаннорі
Капаннорі (італ. Capannori) — муніципалітет в Італії, у регіоні Тоскана, провінція Лукка.
Капаннорі розташоване на відстані близько 270 км на північний захід від Рима, 60 км на захід від Флоренції, 6 км на північний схід від Лукки.
Населення — 46 373 особи (2014).

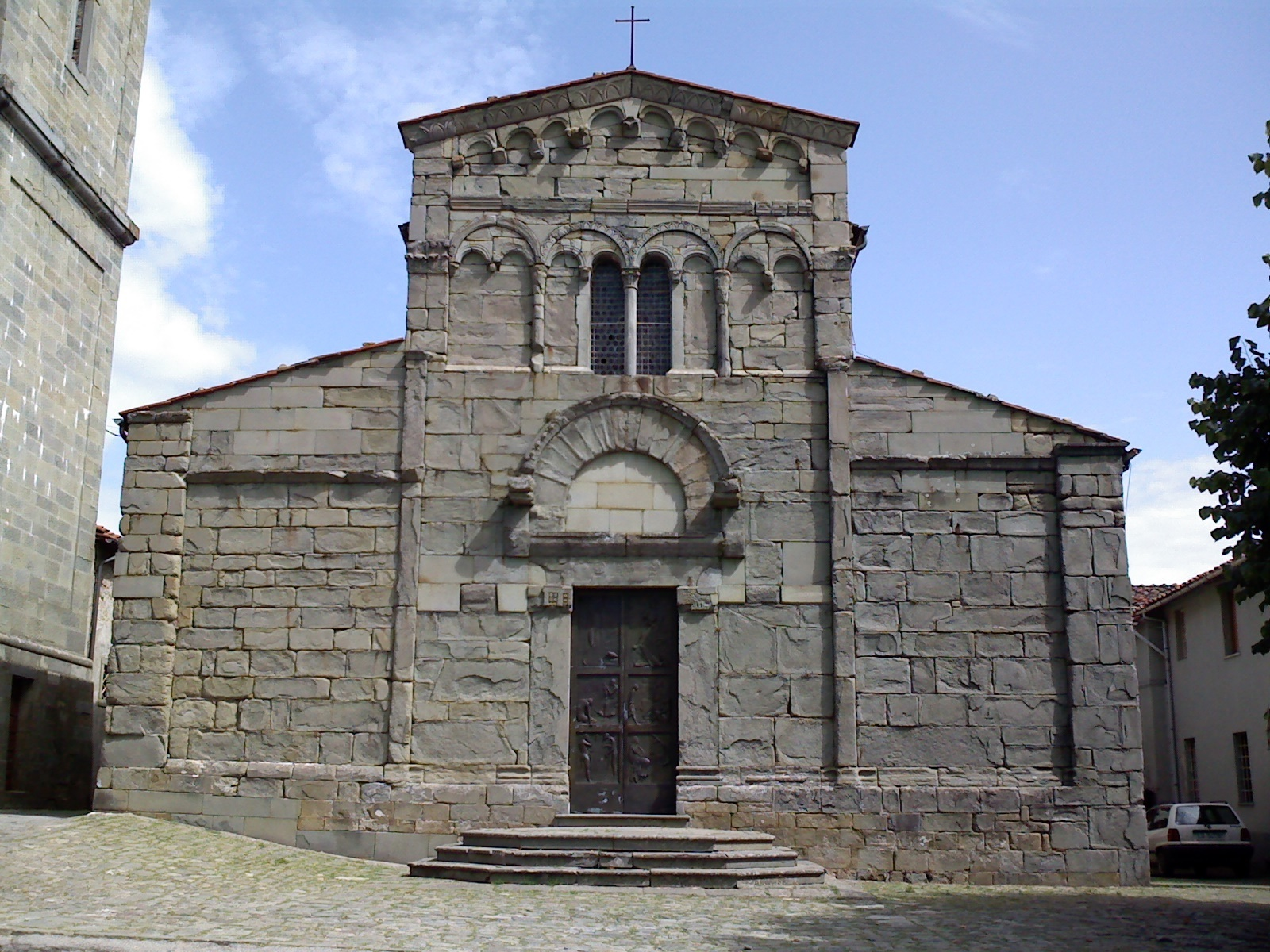

Щорічний фестиваль відбувається 16 липня.

## Демографія
Населення за роками:

Станом на 1 січня 2023 року в муніципалітеті офіційно проживало 3849 іноземців з 96 країн, серед них 927 громадян країн Євросоюзу та 53 громадяни України.

## Уродженці
- Джемма Гальгані (1878—1903) — свята Католицької церкви, містик.
- Луїджі Мартіні (*1949) — італійський футболіст, захисник, півзахисник.

## Сусідні муніципалітети
- Альтопашіо
- Б'єнтіна
- Борго-а-Моццано
- Буті
- Кальчі
- Лукка
- Монте-Карло
- Пеша
- Поркарі
- Сан-Джуліано-Терме
- Вілла-Базиліка